# كنغر أحمر
كنغر أحمر (بالإنجليزية: Red kangaroo)‏ (الاسم العلمي: Macropus rufus) يسمى أيضا الكنغر العملاق الأحمر وهو النوع الأكبر بين جميع أنواع الكنغر، وهو أيضا أكبر الثدييات البرية والجرابيات، يعيش في البراري الأسترالية باستثناء المناطق الخصبة مثل جنوب غرب أستراليا ، والسواحل الشرقية والجنوبية الشرقية، والغابات المطيرة على طول الساحل الشمالي.